# Våra nya vingar
Våra nya vingar är ett studioalbum från 1994 av det svenska dansbandet Lotta Engbergs orkester. Titelspåret släpptes också på singel, och blev tillsammans med "Någon" och "Ringen på mitt finger" hitlåtar på Svensktoppen under 1994 och 1995.

## Låtlista
| Nr  | Titel                                           | Låtskrivare                                                                   | Längd |
| --- | ----------------------------------------------- | ----------------------------------------------------------------------------- | ----- |
| 1.  | "Någon"                                         | Lasse Holm, Ingela Forsman                                                    | ?     |
| 2.  | "Ringen på mitt finger"                         | Peter Bergqvist, Hans Backström                                               | ?     |
| 3.  | "Du ger mig av din kärlek (Love Is All Around)" | Reg Presley, Peter Stedt                                                      | ?     |
| 4.  | "Bara tre små ord"                              | Torgny Söderberg                                                              | ?     |
| 5.  | ”Om kärleken är sann” (Ta’ kaeresten i handen)  | Niels Kirkegaard, Jens Folmer-Jepsen, Göran Arnberg, Lotta Engberg, Peter Åhs | ?     |
| 6.  | ”Emelie” (Dansende Emmeli)                      | Søren Bundgaard, Anne Hagedorn-Olsen, Peter Åhs                               | ?     |
| 7.  | "I Can't Stop Loving You"                       | Don Gibson                                                                    | ?     |
| 8.  | "Våra nya vingar"                               | Bobby Ljunggren, Håkan Almqvist, Johan Langer                                 | ?     |
| 9.  | "Den första dagen"                              | Tomas Edström, Ulf Georgsson                                                  | ?     |
| 10. | "Ta mig som jag e"                              | Peter Åhs                                                                     | ?     |
| 11  | "Det går en vind"                               | Hans Backström, Peter Bergqvist                                               | ?     |
| 12. | "Därför älskar jag dig"                         | Torgny Söderberg, Annette Rhann                                               | ?     |
| 13. | "Jag tycker om dig"                             | Michael Wendt, Christer Lundh                                                 | ?     |
| 14. | "Kom ge mig värme"                              | Pierre Breidensjö                                                             | ?     |